# ボブ・ヒューイット
ボブ・ヒューイット（Bob Hewitt, 1940年1月12日 - ）は、オーストラリア出身で、南アフリカ共和国国籍で活躍した男子テニス選手。のちに強姦などの罪で禁固刑となった。
ニューサウスウェールズ州Dubbo市出身。フルネームはロバート・アンソニー・ジョン・ヒューイット(Robert Anthony John Hewitt) というが、愛称の「ボブ・ヒューイット」で最もよく知られる。1960年代から1970年代にわたり、ダブルスの名手として活躍した名選手である。最初はオーストラリアでテニス選手としての活動を始めたが、南アフリカの女性との結婚により、国籍を南アフリカに移し、フルー・マクミランとのペアで多数のダブルス・タイトルを獲得した。彼はテニスの歴史を通じて、男子ダブルス・混合ダブルスの2部門ですべての4大大会タイトルを獲得する「キャリア・グランドスラム」を達成した数少ない選手のひとりである。彼は1968年以後、プロテニス選手としてシングルス7勝・ダブルス65勝を獲得した。

## 来歴
ヒューイットはオーストラリアでテニス選手としての活動を始め、1958年全豪選手権が彼のデビュー戦だった。1960年に初めてシングルスのベスト4に入り、1961年の混合ダブルスでジャン・レヘインと組んで初優勝を果たす。1962年から1964年まで、ヒューイットはフレッド・ストールと組んで3年連続の男子ダブルス決勝に進出し、1963年と1964年に2連覇を達成した。ヒューイットとストールは、ウィンブルドン選手権の男子ダブルスでも1962年・1964年に2度優勝した。ところが、ヒューイットは南アフリカ出身の元モデル、ドレール・ニコラス（Delaille Nicholas）との結婚を決意する。ヒューイットは1964年に彼女と結婚し、南アフリカのヨハネスブルグに移った。それ以後、彼は南アフリカ国籍の選手となり、全豪選手権には出場しなくなった。オーストラリアで組んでいたストールの代わりに、彼は南アフリカでフルー・マクミランと出会い、彼とのコンビで多数のタイトルを獲得し始める。
オーストラリアにいた頃、ヒューイットは男子テニス対抗戦・デビスカップのオーストラリア代表選手としてプレーしなかったが、1967年から南アフリカ代表選手としてデ杯に出場資格を得た。1967年のウィンブルドン選手権で、ヒューイットはマクミランとのコンビで初めての4大大会男子ダブルス優勝を果たす。彼にとっては、オーストラリア時代の1964年にストールと組んで以来、3年ぶり3度目のウィンブルドン・ダブルス優勝だった。1968年から、テニス4大大会にプロ選手の出場を解禁する「オープン化措置」が実施され、ヒューイットも直ちにプロテニス選手になる。1972年、ヒューイットとマクミランは全仏オープンとウィンブルドンで4大大会男子ダブルス2連勝を達成した。しかし、2人にはまだ全米オープンが残っていた。ようやく1977年、2人は全米オープン男子ダブルス決勝でブライアン・ゴットフリート（アメリカ）＆ラウル・ラミレス（メキシコ）組を 6-4, 6-0 で破り、初優勝を決めた。ヒューイットは1962年全豪選手権から「15年がかり」で男子ダブルスのキャリア・グランドスラムを達成したが、全豪選手権はフレッド・ストールがパートナーであったため、マクミランとの同一ペアによるキャリア4冠にはならない。1978年のウィンブルドンで、ヒューイットとマクミランは若きジョン・マッケンロー＆ピーター・フレミング組を 6-1, 6-4, 6-2 で破り、最後のタイトルを6年ぶりのウィンブルドンで獲得した。こうして、ヒューイットの4大大会男子ダブルス優勝記録は、ストールとの4勝とマクミランとの5勝を合わせて総計「9勝」になった。
ボブ・ヒューイットは混合ダブルスでも「キャリア・グランドスラム」を達成した選手である。最初の混合ダブルス優勝は、オーストラリア時代に1961年全豪選手権でジャン・レヘインと組んだものであるが、その次は9年の歳月を要し、1970年全仏オープンでビリー・ジーン・キング夫人と組んで優勝した。混合ダブルスの分野では、キャリアの後半期を迎えた1977年から1979年にかけて好成績が多かった。ヒューイットは同じ南アフリカのグリア・スティーブンスと組み、マクミランはオランダのベティ・ストーブと組んで、混合ダブルスで決勝対決をすることが多かった。1977年、ヒューイットはスティーブンスと組んでウィンブルドン混合ダブルス初優勝を果たす。39歳になった1979年、彼は全仏オープンから全米オープンまで4大大会混合ダブルス3連勝を達成した。全仏オープンだけは、パートナーはスティーブンスではなく、ウェンディ・ターンブル（オーストラリア）であった。彼は全米オープンで、混合ダブルスでもキャリア・グランドスラムを成立させた。
ヒューイットは1967年から1978年までデビスカップの南アフリカ代表選手を務め、通算「38勝4敗」（シングルス22勝3敗、ダブルス16勝1敗）の記録を残した。マクミランとともに築いたダブルス「16勝1敗」の記録は、今なおチーム歴代1位記録として残っており、2人は南アフリカの「ベスト・ダブルス・チーム」（Best Doubles Team）として残っている。しかし、南アフリカは1979年からアパルトヘイトのためデビスカップ出場資格を剥奪され、1992年までデ杯復帰を認められなかった。
1992年、ヒューイットはマクミランと共に南アフリカのテニス選手として初の国際テニス殿堂入りを果たした。しかし、かつてコーチした教え子の女性に対する性的虐待の疑いで捜査を受けたため2012年に資格停止となった。未成年者に対する性的暴力や強姦などの罪で2015年に禁固6年の刑が確定した。

## 4大大会ダブルス優勝
- 全豪選手権　男子ダブルス：2勝（1963年・1964年）／混合ダブルス：1勝（1961年）　［「全豪選手権」の時代、本人はまだオーストラリア国籍］
- 全仏オープン　男子ダブルス：1勝（1972年）／混合ダブルス：2勝（1970年・1979年）
- ウィンブルドン選手権　男子ダブルス：5勝（1962年・1964年・1967年・1972年・1978年）／混合ダブルス：2勝（1977年・1979年）
- 全米オープン　男子ダブルス：1勝（1977年）／混合ダブルス：1勝（1979年）